# كارولين بيتينكور
كارولين بيتينكور (بالبرتغالية: Caroline Bittencourt‏) (13 ديسمبر 1981 - 28 أبريل 2019) مذيعة عارضة أزياء وتلفزيونية برازيلية.

## حياتها الشخصية
في 26 يناير 2019، تزوجت بيتنكورت من رجل الأعمال "خورخي سيستيني" في حفل أقيم في ساو ميغيل دوس ميلاغريس.

## الاختفاء والموت
اختفت كارولين بيتينكور بعد ظهر يوم 28 أبريل 2019، حوالي الساعة 4:30 مساءً، عندما كانت تقوم برحلة على متن قارب في إلهابيلا، على ساحل ولاية ساو باولو. خلال عاصفة قوية في المنطقة، انقلب القارب، ورمي أولئك على متنها في البحر. حاولت كارولين إنقاذ كلابها، مبتعدة عن القارب، لكنها غرقت. تم العثور على جثتها لاحقًا بواسطة سفينة مدنية كانت تساعد في البحث عنها، بالقرب من شاطئ سيكاداس، في سان سيباستيان، على بعد حوالي أربعة كيلومترات من المكان الذي اختفى فيه القارب. قال والد بيتينكور «قفزت في الماء لأخذ الجثة».
في مايو 2019، وُجهت إلى زوج بيتينكور تهمة القتل غير العمد، رغم أنه ألقى بنفسه في البحر لإنقاذ زوجته دون نجاح، إلا أنه اتُهم بالمخاطرة عندما قرر الانطلاق في القارب رغم أنه يعلم أن الطقس سيئ. كان من المتوقع في ذلك اليوم.

## روابط خارجية
- كارولين بيتينكور على موقع IMDb (الإنجليزية)